# George Sackville-West (5e comte De La Warr)
Pour les articles homonymes, voir Sackville-West, Sackville et West.
George John Sackville-West (26 octobre 1791 - 23 février 1869) est un courtisan britannique et un homme politique conservateur.

## Biographie
Il est le fils de John West (4e comte De La Warr) et de Catherina Lyell, fille de Henry Lyell, un sujet britannique naturalisé (né Henrik Leijel de la noble famille suédoise Leijel, n ° 1531). Il succède à son père comme comte en 1795 à l'âge de trois ans.
Lord De La Warr exerce les fonctions de Lord Chambellan sous Robert Peel entre 1841 et 1846 et sous Lord Derby entre 1858 et 1859. Il est admis au Conseil privé en 1841.

## Famille
Lord De La Warr épouse Lady Elizabeth Sackville, fille de John Sackville (3e duc de Dorset), le 21 juin 1813. Ils ont dix enfants, dont neuf ont atteint l'âge adulte:
- George Sackville-West (vicomte Cantelupe) (1814 – 1850), député de Helston et Lewes, décède célibataire.
- Charles Sackville-West (6e comte De La Warr) (1815 – 1873).
- Reginald Sackville (7e comte De La Warr) (1817 – 1896).
- Elizabeth Sackville-West (1818 – 1897), mariée à Francis Russell (9e duc de Bedford).
- Mortimer Sackville-West (1er baron Sackville) (1820-1888).
- [un fils] (1822-1823)
- Mary Catherine (1824–1900), mariée d'abord, James Gascoyne-Cecil (2e marquis de Salisbury). Elle épouse ensuite Edward Stanley (15e comte de Derby).
- Lionel Sackville-West (2e baron Sackville) (1827-1908).
- William Sackville-West (1830–1905), épousa Georgina Dodwell et eut des enfants, dont Lionel Sackville-West (3e baron Sackville).
- Arabella Diana Sackville-West (1835 – 1869), épouse de sir Alexander Bannerman, neuvième baronnet.